# Óscar Castro Zúñiga
Óscar Castro Zúñiga (Rancagua, 25 de març de 1910 - Santiago, 1 de novembre de 1947) va ser un escriptor i poeta xilè. El seu treball literari abasta tant el gènere operístic com el gènere narratiu, molt més realista i proper al moviment criollista.

## Joventut i estudis (1910 a principis de la dècada de 1930)
Óscar Castro Zúñiga va néixer a Rancagua el 25 de març de 1910, fill de Francisco Castro i María Esperanza Zúñiga, tercera de cinc germans: Graciela, Javier, Elba i Irma.
El 1917 ingressà com a estudiant habitual a l'Escola Superior № 3, una gran escola pública de Rancagua. No obstant això, va caure malalt de tos convulsiva i va haver de renunciar temporalment als seus estudis. El 1923, la família, després de ser abandonada pel pare, rep el suport de Julio Valenzuela, un oncle pròxim a la família, que es matricula com Oscar a l'Institut O'Higgins, una escola privada, on s'hauria quedat almenys un any. Per diversos motius desconeguts, no va permetre que l'oncle continués ajudant-lo i es convertís en un home autodidacta. Les coses s'han tornat més difícils per a ell i la seva família a causa de la Gran Depressió i l'onada d'inquietud pública a Xile. Malgrat aquestes dificultats, Julio Valenzuela va tenir un paper fonamental en el seu debut com a escriptor, fins i tot finançant les seves primeres publicacions

## Trajectòria (1926-1947)

### Els seus primers passos com a poeta i escriptor
El 1926 va escriure els seus primers poemes publicats a la revista local Don Fausto, sota el pseudònim Raúl Gris, com a homenatge al seu germà menor. El 1929 publica el seu primer poema amb el seu nom real titulat Poema a su ausencia publicat en alguns diaris locals.
El 1934, el seu germà Javier va morir. El 25 d'octubre 1934 i després de la dissolució del Cercle de periodistes de Rancagua a causa de les diferències entre els seus membres després de la finalització de la República Socialista de Xile, Oscar Castro, alguns dels seus amics i un grup de destacats intel·lectuals, incloent Nicomedes Guzmán Agustín Zumaeta Basalto, van crear el grup literari Los Inútiles. Al mateix temps, va començar una relació amb Estela Sepúlveda amb la qual va mantenir durant diversos anys una llarga relació sentimental i epistolar que s'hauria mantingut fins a la seva mort. El 1935, es va incorporar al diari La Tribuna com a editor.
A final de la dècada de 1930, va començar una llarga relació amb l'actriu i escriptora Ernestina Zúñiga, coneguda pel pseudònim Isolda Pradel i que es van casar més tard. Hi ha diferents versions de les circumstàncies en què es van conèixer i com aquesta relació s'ha desenvolupat. Se'n parla en algunes biografies i antologies escrits per Pradel i altres escriptors. Segons Gonzalo Drago en una entrevista el 1979, ell hauria introduït Pradel. Algunes versions indiquen que a causa de la relació amb Pradel, va ser desaprovada per la seva mare que l'hauria expulsat de casa seva, fets que no han estat confirmats per Pradel. Segons les diferents versions, la parella va viure hores difícils, la seva mare ho va perdonar després. La relació entre els dos ha tingut diferents alts i baixos, fets que es reflecteixen en llurs obres literàries.

### Carrera literària i interès nacional després de la seva mort
El país va començar interessar-se a la seva obra des de 1936, quan va escriure a Responso a Federico García Lorca en homenatge a l'autor espanyol assassinat durant la Guerra Civil. Uns mesos més tard, el 12 de juny de 1937, la seva mare va morir. El mateix any, Editorial Nascimento va publicar la seva primera col·lecció de poemes, Camino del Alba.
El 1939, va ser guardonat a Argentina per una sèrie de notícies camperoles publicades en algunes revistes. El mateix any, l'editorial Zig-Zag publica el seu primer llibre d'història, Huellas en la Tierra. El 1941, per decret del Ministeri d'Educació, va ser nomenat bibliotecari de l'ESO d'homes de Rancagua —rebatejada el 1971 en Institut Oscar Castro Zúñiga, gràcies a una campanya conjunta d'estudiants i membres del grup literari Los Inútiles. També va treballar com a periodista i mestre de castellà. El mateix any va crear una escola pública per a treballadors, l'Escola Nocturna de Rancagua.
El 1942 va ser inclòs amb Nicanor Parra i Victoriano Vicario en l'antologia Tres Poetas Chilenos editada per Tomás Lago.
El 1945, la seva filla Leticia Esmeralda va morir de sobte per motius desconeguts. Uns mesos més tard, ell va ser diagnosticat de tuberculosi severa i hospitalitzat durant dos mesos. El 1946 va acceptar un lloc de treball a l'escola secundària Juan Antonio Ríos a Santiago. Malgrat el suport dels seus col·legues escriptors, la seva salut s'ha deteriorat greument. Va entrar a l'Hospital del Salvador de Santiago el 12 de setembre on va morir l'1 de novembre a 1947.

## Llegat
La majoria de les seves obres es van publicar pòstumament. En vida seva, Castro va ser constantment ridiculitzat pels crítics, entre ells Hernán Díaz Arrieta i la majoria dels cronistes tradicionals de l'època, pel seu activisme polític i de la seva literatura provinciana i kitsch. Va sortir de l'anonimat quan a la dècada de 1950, Editorial Zig-Zag i Editorial Nascimento van publicar l'obra completa i sobretot quan Ariel Arancibia compon les cançons del disc Homenaje a Oscar Castro (1970), gravat originalment per Héctor Duvauchelle i Los Cuatro de Chile i Humberto Duvauchelle (germà d'Hèctor Duvauchelle).
L'obra de Oscar Castro es considera molt particular en la literatura xilena del segle xx, amb una visió del món molt inspirat per Federico García Lorca i la col·lecció de cançons tradicionals. Porta una dura crítica de les desigualtats i contrastos de la societat xilena de l'època.
A final de la dècada de 1930, Castro va ser vist a Xile com un dels representants de la «poesia de la claredat» corrent literari inspirada en part per l'obra de Federico García Lorca. L'evolució de l'obra literària de Castro abasta dos aspectes diferents: la poesia i la narració. 

### poesia
- 1937: Camino en el alba
- 1938: Viaje del alba a la noche
- 1944: Reconquista del hombre
- 1948: Glosario gongorino
- 1950: Rocío en el trébol

### Novel·les i contes
- 1940: Huellas en la tierra
- 1950: Llampo de sangre
- 1945: Comarca del jazmín
- 1951: La vida simplemente
- 1965: Lina y su sombra
- 1967: El valle de la montaña

### antologies
- 1939: 8 nuevos poetas chilenos (ed. Sociedad de Escritores de Chile)
- 1942: Tres poetas chilenos (ed. Tomás Lago)
- 1975: Cuentos completos
- 2000: Epistolario íntimo de Óscar Castro (ed. Pedro Pablo Zegers & Thomas Harris)
- 2004: Obra reunida
- 2018: Cartas a Estela (ed. Flavio Vicente Lillo)
- 2019: Para que no me olvides (ed. Universidad de Valparaíso)[15]

### reedicions
- 2016: Siete veces Lucero + versión original (ed. Claudia Apablaza)

### Obres musicals basades en Castro Zúñiga
- 1970: Homenaje a Óscar Castro Zúñiga: Los Cuatro de Chile, Hector y Humberto Duvauchelle (Music by Ariel Arancibia, Lyrics by Óscar Castro Zúñiga)